# AWP Finanznachrichten
Die AWP Finanznachrichten AG (ehemals AG für Wirtschafts-Publikationen) ist eine Schweizer Nachrichtenagentur für Wirtschafts- und Finanznachrichten. Sie erstellt Meldungen zu Unternehmen, Märkten, Finanzanalysen, Makroökonomie und Politik aus dem In- und Ausland.

## Geschichte
AWP wurde 1957 vom Murtener Radiojournalisten Walter von Känel in Bern gegründet und gemeinsam von der Schweizerischen Depeschenagentur (sda, heute Keystone-SDA), der Deutschen Presse-Agentur (dpa) und Thomson Reuters betrieben. Nach dem Tode von Walter von Känel übernahm Hansjürg Saager 1972 die Nachrichtenagentur. Sie gehört zu je 50 % der Keystone-SDA und der dpa.
1974 begann AWP mit der Erstellung von Echtzeit-Finanznachrichten für die Telekurs. Die Nachrichten wurden zunächst via Telex übermittelt, später mittels der ersten Computer.

## Unternehmenszweck
AWP produziert täglich über 1'000 Nachrichten mit über 30 Mitarbeitern in deutscher, französischer und italienischer Sprache zu Unternehmen, Märkten, Finanzanalysen, Makroökonomie und Politik aus dem In- und Ausland. Die News werden auf kostenpflichtigen Finanzinformationssystemen wie Bloomberg, Factset, SIX Financial Information, Thomson Reuters und vwd publiziert.

## Dienste
AWP Premium umfasst den Realtime-Nachrichtendienst für professionelle und institutionelle Marktteilnehmer.
AWP Basic ist ein spezifisch für Internet-Sites, E-Banking- und Mobile-Solutions produzierter Nachrichtendienst. Diese können auf der Website von AWP frei gelesen werden. Ausserdem verwenden verschiedene Internetplattformen und Webportale die awp-Online-Nachrichten als Content.
Zudem produziert AWP Video tagesaktuelle Video-Interviews über Themen aus der Wirtschaft und dem Finanzmarkt. AWP Video interviewt vor allem Führungskräfte von SMI- und SPI-Unternehmen und fragt bei Analysten und Marktexperten zu spezifischen Wirtschaftsthemen oder zu Märkten allgemein nach. Einige davon werden auf YouTube veröffentlicht.
Zusammen mit der Schweizerischen Depeschenagentur (sda) hat AWP 2012 das Joint Venture SDA/AWP Multimedia gegründet. Das Tochterunternehmen ist eine auf Corporate Publishing spezialisierte Einheit, die multimediale Inhalte für alle Kanäle produziert.
Seit Mai 2018 übernimmt AWP zudem die Wirtschaftsberichterstattung der nationalen Nachrichtenagentur Keystone-SDA. Im Zuge einer Reorganisation hat Keystone-SDA ihre Wirtschaftsredaktion aufgelöst und die Wirtschaftsberichterstattung an die Finanznachrichtenagentur AWP ausgelagert. Die Nachrichten kommen im gleichen Kanal und Format wie heute bei den Kunden an. An Werktagen liefert AWP im Zeitfenster 06.30 bis 18.30 Uhr Meldungen über mikro- und makro-ökonomischen Themen aus. Eine Auswahl der wichtigsten Wirtschaftsmeldungen ist mit Bildern verlinkt und eignet sich damit für Online-Portale.